# جي بي واست-فرنسا 2010
جي بي واست-فرنسا 2010 هو أحد سباقات طواف العالم للدراجات 2010 أقيم بتاريخ أغسطس 22، تكون السباق من مرحلة واحدة وامتدّ لمسافة 248.3 كم، استغرق السباق 6 ساعة 37 دقيقة 53 ثانية. فاز به الأسترالي ماثيو جوس وحلّ ثانيا الأمريكي تايلر فارار.

## الترتيب
| م                     | الدرّاج      | البلد            | الزمن                    |
| --------------------- | ----------- | ---------------- | ------------------------ |
| الفائز بالترتيب العام | ماثيو جوس   | أستراليا         | 6 ساعة 37 دقيقة 53 ثانية |
| الثاني                | تايلر فارار | الولايات المتحدة |                          |